# Otto von Watzdorf (Landrat)
Otto von Watzdorf (* 10. Dezember 1841 in Dresden; † 13. März 1898 in Schönfeld bei Konstadt, Oberschlesien) war ein deutscher Verwaltungsjurist.

## Leben
Otto von Watzdorf stammt aus dem thüringischen Uradelsgeschlecht Watzdorf. Sein Vater war Otto von Watzdorf (1801–1860) auf Jößnitz und Röttis. Er war zweimal verheiratet und lebte zuletzt in Rux im Kreis Trebnitz.
Er war Landschaftsdirektor, Landrat des Kreises Kreuzburg O.S., königlich-preußischer Premierleutnant, Rechtsritter des Johanniterordens sowie Herr auf Schönfeld.